# Frances Harper

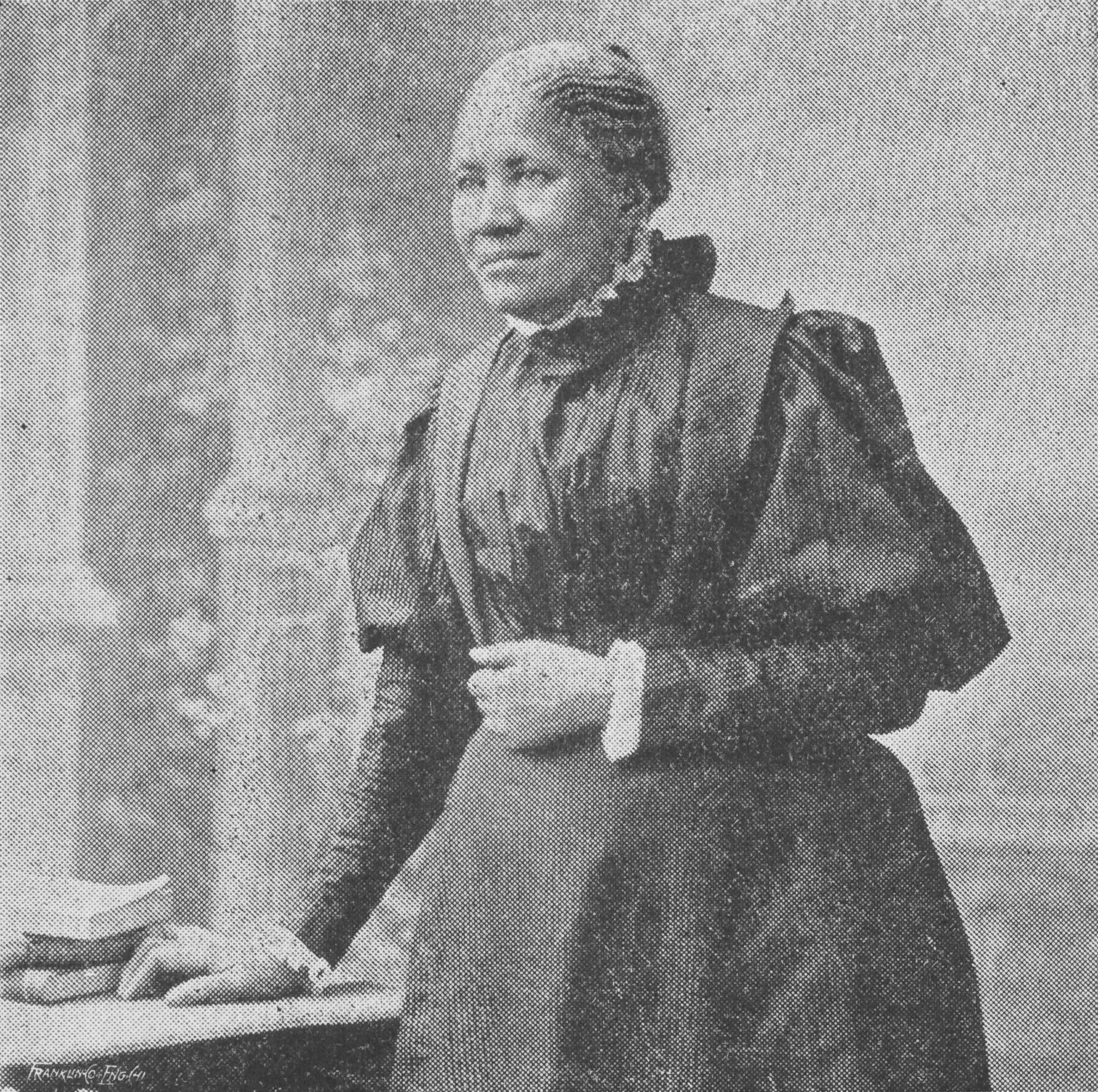
Frances E.W. Harper in 1902

Frances Ellen Watkins Harper (Baltimore, 24 september 1825 - Philadelphia, 25 februari 1911) was een Afro-Amerikaans suffragette, abolitionist, dichteres en schrijfster van essays en korte verhalen. Ze was tevens feministe en activiste in onder andere de Woman's Christian Temperance Union.

## Biografie

### Jeugd
Frances Ellen Watkins werd in 1825 geboren in Baltimore, Maryland als enig kind van twee vrije zwarte ouders. Veel zwarte mensen waren in die tijd slaaf. Haar moeder overleed in 1828 toen Frances pas drie jaar oud was en ze werd opgevoed door haar moeders tante en oom, dominee William Watkins, een burgerrechtenactivist. Ze werd opgeleid in zijn Academy for Negro Youth en hij zou een belangrijke invloed hebben op haar leven en werk. Op 14-jarige leeftijd begon ze te werken als naaister.

### Carrière als auteur
Frances Watkins eerste dichtbundel Forest Leaves werd gepubliceerd in 1845 toen ze twintig jaar oud was. Haar tweede boek, Poems on Miscellaneous Subjects (1854), was heel populair en werd in de loop van de volgende jaren verscheidene malen herdrukt. In 1859 werd haar kort verhaal The Two Offers gepubliceerd in Anglo-African Magazine, waardoor ze de eerste Afro-Amerikaanse vrouw was die een kort verhaal publiceerde. Drie van haar romans werden van 1868 tot 1888 als serie uitgebracht in het christelijk tijdschrift Christian Recorder. Haar bekendste werk Iola Leroy (alternatieve titel Shadows Uplifted) werd als roman in 1892 gepubliceerd, toen Harper 67 jaar oud was. Het werd lang beschouwd als de eerste roman, uitgebracht door een Afro-Amerikaanse auteur (latere onderzoeken vonden nog vroegere werken van Harriet E. Wilson en William Wells Brown). Naar de conventies van die tijd behandelde ze ernstige sociale kwesties zoals onderwijs voor vrouwen, rassenvermenging, passing, afschaffing van de slavernij, wederopbouw, matigheid met alcohol en sociale verantwoordelijkheid.

### Lesgeven en openbaar activisme
In 1850 verhuisde Watkins naar Ohio waar ze de eerste vrouwelijke docent werd aan het Union Seminary, opgericht tijdens de Ohio Conference van de African Methodist Episcopal Church. In 1853 werd Watkins lid van de American Anti-Slavery Society (AASS) (Amerikaans antislavernijcomité). In 1854 gaf Watkins haar eerste antislavernij-toespraak over "Education and the Elevation of Colored Race" (Onderwijs en  verheffing van het gekleurde ras). Het succes van deze toespraak leidde tot een twee jaar durende rondreis van lezingen in Maine voor de Anti-Slavery Society. Ze bleef rondreizen om lezingen te geven in het oosten en het midwesten van de Verenigde Staten van 1856 tot 1860.

### Strijd voor abolitionisme en het vrouwenkiesrecht
Frances Watkins Harper was een groot voorvechter van het abolitionisme en het vrouwenkiesrecht. Ze was ook actief in de Unitarian Church, die de afschaffing van de slavernij ondersteunde. Ze las vaak voor uit haar poëzie op openbare bijeenkomsten, waaronder het zeer populaire "Bury Me in a Free Land". In 1858 weigerde ze haar stoel in een trolleybus met gescheiden plaatsen voor blanken en zwarten op te geven en in het “gekleurde” gedeelte plaats te nemen tijdens een busrit in Philadelphia (bijna 100 jaar voordat Rosa Parks hetzelfde deed). Ze schreef een van haar beroemdste gedichten, "Bury Me in a Free Land" toen ze erg ziek werd tijdens haar lezingentournee.
In 1866 gaf Harper een bewogen toespraak tijdens de National Women's Rights Convention waarbij ze pleitte voor gelijke rechten voor iedereen, inclusief zwarte vrouwen. Tijdens de Reconstruction Era werkte ze in het Zuiden om te rapporteren over de levensomstandigheden van bevrijde slaven. Deze ervaring inspireerde haar om gedichten te schrijven over hun leven, die gebundeld werden in Sketches Of Southern Life (1872). Ze maakt daarbij gebruik van een ex-slaaf, genaamd tante Chloe, als verteller in een aantal van deze gedichten.
Harper was actief in het groeiende aantal "zwarte" organisaties. Zij was ervan overtuigd dat "zwarte" hervormers in staat moesten zijn om hun eigen prioriteiten te stellen. Van 1883 tot 1890 hielp ze bij het organiseren van evenementen en programma's voor de National Woman's Christian Temperance Union. Ze werkte samen met leden van de oorspronkelijke WCTU omdat ze dit een van de belangrijkste vrouwenorganisatie vond om te pleiten voor de uitbreiding van de federale macht. Activisten zoals Harper en de blanke suffragette Frances Willard voerden campagne, niet alleen voor raciale en seksuele gelijkheid, maar ook voor de verplichting van de federale overheid om de rechten van mensen te beschermen en het  maatschappelijk welzijn te bevorderen. Harper was vriend en mentor van vele andere Afro-Amerikaanse schrijvers en journalisten, waaronder Mary Shadd Cary, Ida Wells, Victoria Earle Matthews en Kate D. Chapman. 
Harper was teleurgesteld toen Willard prioriteit gaf aan de problemen van blanke vrouwen in plaats van de doelen van zwarte vrouwen te ondersteunen voor het verkrijgen van federale steun voor onder andere de antilynchwet, de verdediging van rechten van zwarte mensen of de afschaffing van het verhuurcontractsysteem van veroordeelden. Samen met Mary Church Terrell hielp Harper met de oprichting van de National Association of Colored Women (Nationale vereniging van gekleurde vrouwen) in 1896 en ze werd in 1897 verkozen tot vicepresident. Harper overleed op 25 februari 1911 op 85-jarige leeftijd.

## Nalatenschap en onderscheidingen
- Talrijke Afro-Amerikaanse vrouwenverenigingen werden naar Harper genoemd en in steden zoals St. Louis, St. Paul, en Pittsburgh floreerden F. E. W. Harper Leagues en Frances E. Harper Women's Christian Temperance Unions tot ver in de twintigste eeuw.
- Een vrouwenslaapzaal in de Morgan State University in Baltimore, Maryland werd Harper-Tubman genoemd, ter ere van haar en Harriet Tubman.
- Harper werd zowel opgenomen in de Maryland Women's Hall of Fame (1987) als de Ohio Women's Hall of Fame (2011).